# Carpentras
Carpentras (en occitano Carpentràs) es una ciudad y comuna de Francia, situada en el departamento de Vaucluse, en la región de Provenza-Alpes-Costa Azul. Es la subprefectura de su distrito y la cabecera de dos cantones.

## Demografía
| 9 900 | 8 489 | 9 674 | 9 099 | 9 776 | 9 224 | 10 198 | 10 711 | 10 891 | 10 918 | 10 848 | 10 524 | 10 479 | 9 699 | 9 685 | 9 778 | 10 797 | 10 443 | 10 721 | 11 390 | 11 191 | 11 805 | 12 632 | 13 732 | 14 222 | 15 076 | 18 199 | 21 388 | 24 251 | 24 838 | 24 212 | 26 090 | 25 596 |
| Para los censos de 1962 a 1999 la población legal corresponde a la población sin duplicidades (Fuente: INSEE [Consultar]) |       |       |       |       |       |        |        |        |        |        |        |        |       |       |       |        |        |        |        |        |        |        |        |        |        |        |        |        |        |        |        |        |

## Hermanamiento
Carpentras está hermanada con las siguientes ciudades:
- Vevey (Suiza) desde el año 1985
- Seesen (Alemania) desde el año 1993
- Camaiore (Italia) desde el año 2009
- Ponchatoula (Estados Unidos) pacto de amistad.